# Orde van de Verdediging van het Vaderland
De Orde van de Verdediging van het Vaderland (Vietnamees: "Huân chương bảo vệ tổ quốc") is een op 26 november 2003 ingestelde orde van verdienste van de Democratische Republiek van Vietnam. De orde wordt toegekend aan personen en organisaties voor verdiensten voor de opleiding van troepen, het organiseren van het volksleger en verdienste voor de veiligheid.
De regering kent de orde ook postuum toe. In de statuten worden twee criteria voor het benoemen van personen genoemd;
- uitvindingen, wetenschappelijk werk en verdiensten op regeringsniveau
- Bijzondere en exemplarische verdiensten voor de strijdkrachten en een lange diensttijd waarin met veel toewijding werd gediend.

De regering kent de orde ook aan collectieven zoals boerderijen en bedrijven toe. In de statuten worden twee criteria voor het benoemen van personen genoemd;
- Een collectief dat de titel "Excellent Arbeiders Collectief" of vijfmaal opeenvolgend de titel "Eenheid die vastbesloten is om te winnen", driemaal de "Vlag voor het verbeteren van de productie" van Ministerie, provincie of massa-organisatie dan wel tweemaal de Regeringsvlag voor het verbeteren van de productie" heeft gewonnen.
- Het behalen van onverwacht en buitengewoon voortreffelijke resultaten.[1].

Het is in uitvoering en decoratiebeleid een typisch voorbeeld van een Socialistische orde. De vroegere onderscheidingen van de Sovjet-Unie hebben als voorbeeld gediend.
Net als veel socialistische orden wordt de Orde van de Verdediging van het Vaderland aan een vijfhoekig gevouwen lint gedragen. De vorm is typisch Russisch en sluit niet aan bij Vietnamese tradities.
De Orde van de Arbeid is hoger in rang, maar de Orde van de Verdediging van het Vaderland komt vóór de Orde voor Bijzondere Prestaties.